# 大都會人壽保險

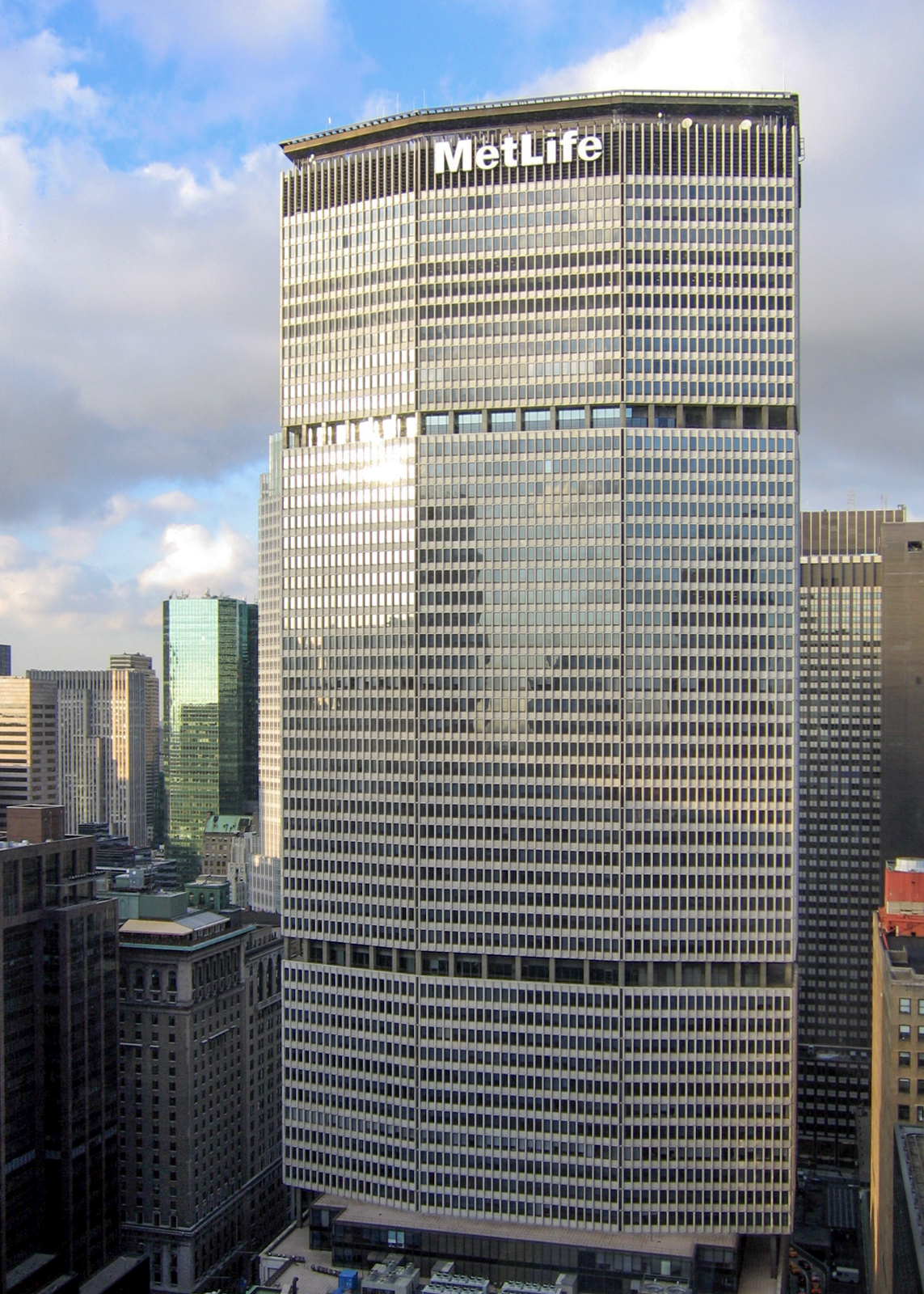
大都會保險公司大廈

大都会人寿保险公司（英語：或，：MET）是美国最大的人寿保险公司。大都会人寿保险公司创建于1868年。2018年《财富500强美国公司》，按总收入计算是美国最大的公司第43位。当前为财富美国500强中的90家公司提供服务。

## 历史
2010年3月8日，大都會人壽以155億美元收購美國國際集團（AIG）旗下第二大海外壽險子公司美國人壽（American Life Insurance Co.；簡稱Alico），收購代價分兩部分：68億美元以現金支付，87億美元以公司普通股和可轉換優先證券支付。交易完成後﹐美國國際集團將持有大都會人壽20%的股份。
2011年3月3日，AIG出售1.47億萬股大都會人壽普通股，每股售價43.25美元，套現63.5億美元。AIG還通過出售所持的大都會人壽優先股，套現33億美元；合共套現96億美元，其中63億美元將立即用於償還AIG的債務，另外33億美元將進入一個托管賬戶。
2017年6月30日美國大都會人壽將徹底剝離其美國的壽險業務，交由去年成立的明屋金融（Brighthouse Financial）新公司接管核心業務
2017年7月9日美國大都會人壽（MetLIFE）宣布，斥资2.5美元向軟銀旗下的堡壘投資集團（Fortress Investment Group）購入債券基金管理公司Logan Circle Partners。

## 国际市场

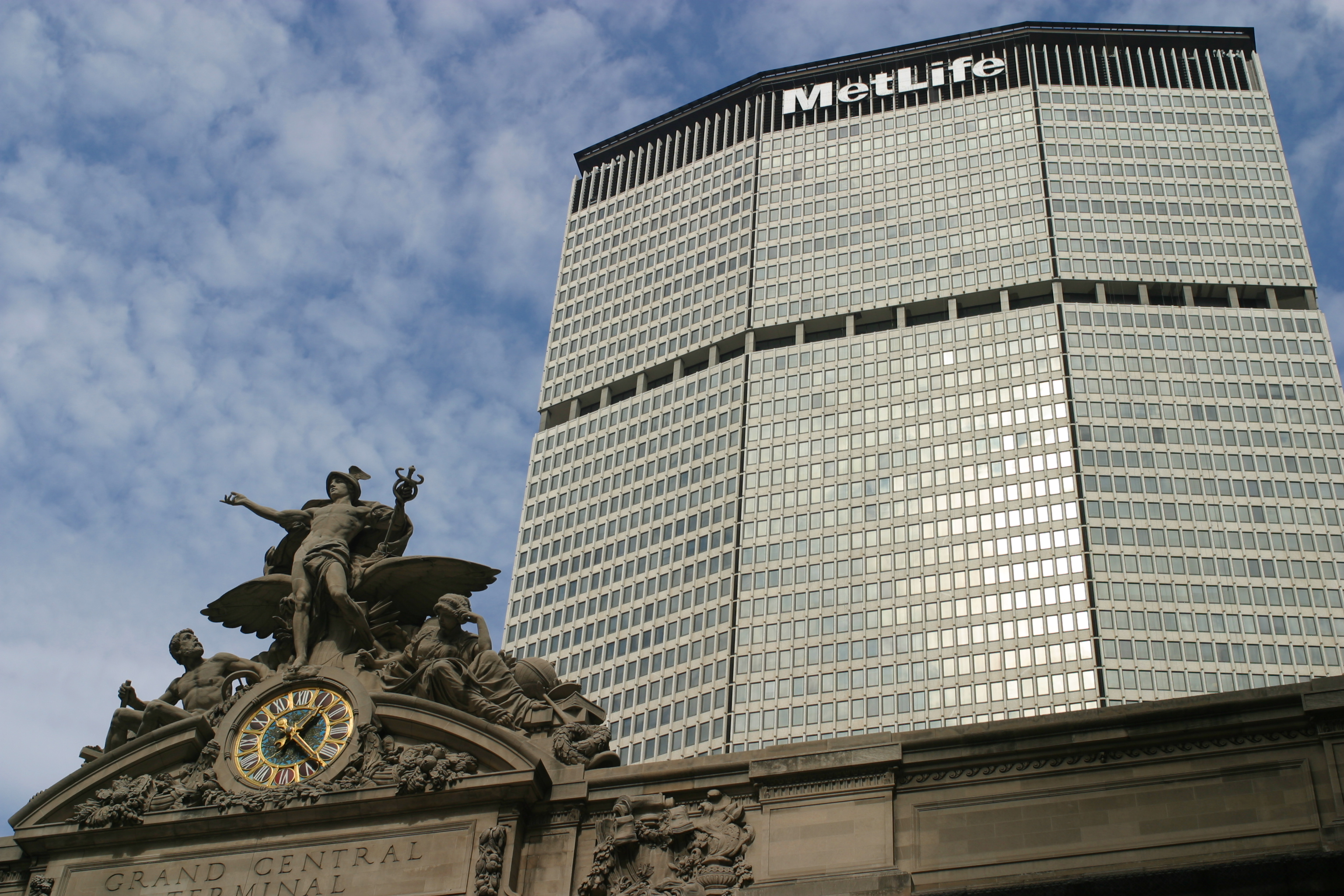
大都會保險公司大廈

在美国以外，大都会人寿遍及全球超过60个国家，在拉丁美洲、欧洲、亚太地区和中东开展业务，在墨西哥、日本、韩国和智利拥有领先的市场地位。

### 中国大陆市场
2004年，其在中国北京成立中美大都会人寿保险公司。2005年8月，大都會人壽与上海联和投资合资成立联泰大都会人寿保险公司。由于中美大都会总部在北京、联泰大都会总部在上海，所以有人将中美大都会称为“北大都会”、把联泰大都会称为“南大都会”。

### 已撤資地區

#### 台湾市场
1988年，大都會人壽保險成立台灣子公司「大都會國際人壽保險股份有限公司」（MetLife Taiwan Insurance Co., Ltd.，簡稱「大都會人壽」），吉祥物為史努比，電視廣告標語：「選擇大都會人壽，有價值喔！」
2006年，由於不堪長期虧損，大都會人壽開始解散傳統業務員部門，大都會人壽保險並開始考慮出售大都會人壽。
2009年10月，大都會人壽保險決定撤出台灣市場，標售大都會人壽。經過議價後，2010年4月19日，國票金控宣布以1.125億美元買下大都會人壽全部股權，但2010年10月6日金管會認為國票金控無法長期經營而公告駁回。
2011年3月，大都會人壽以1.8億美元（約為新台幣53億元）將全部股權售予中信金控；同年11月完成股權交割，次年1月大都會人壽更名為中國信託人壽。在完成交易及更名後，美國大都會人壽順利從台灣撤資。

#### 香港市場
1995年，大都會人壽成立香港子公司美商大都會人壽保險香港有限公司。
2005年7月，大都會人壽向花旗集團收購香港富邦花旗人壽保險有限公司50%股權。其後，香港富邦花旗人壽保險有限公司改名為富邦大都會人壽有限公司。
2007年6月，大都會人壽購入富邦集團所持有之富邦大都會人壽有限公司50%股權，富邦大都會人壽有限公司成為大都會人壽的全資附屬公司。其後，富邦大都會人壽有限公司改名為大都會人壽保險有限公司。
2019年6月27日，富衛以4億美元（31.2億港元）收購美國大都會人壽保險香港業務，即大都會人壽保險有限公司及美商大都會人壽保險香港有限公司，但暫時保留其商標及名稱，待監管單位核准其收購事宜，美國大都會人壽將在核准後完成撤出香港市場。2020年6月30日，富衛正式完成收購大都會人壽保險有限公司及美商大都會人壽保險香港有限公司，並已分別正式改名為富衛人壽（香港）有限公司及富衛人壽保險（香港）有限公司，標誌美國大都會人壽正式撤出香港市場。